# Quilles du Trégor
Le jeu de quilles du Trégor est un jeu de quilles pratiqué dans le Trégor, ancienne province de Bretagne aujourd’hui située dans les départements du Finistère et des Côtes-d'Armor.
Le jeu de quilles du Trégor est inscrit à l’Inventaire du patrimoine culturel immatériel en France.

## Historique
Les archives font état de l’existence de ce jeu dans le Trégor dès le XIVe siècle. Depuis, il fut plus ou moins régulièrement pratiqué mais n’a jamais disparu. Il est toujours joué de nos jours. 

## Description
Le jeu de quilles du Trégor se compose de 9 quilles et d’une boule. Le but est de faire le maximum de points en renversant les quilles.
Les quilles sont disposées en triangle, la pointe opposée au joueur. Face au joueur, il y a donc d’abord une rangée de 5 quilles, puis une rangée de 3 avec une plus grande quille au milieu, et une quille au bout pour compléter le triangle. La plus grande quille vaut le plus de points si elle est abattue seule (9 points). Dans tout autre cas, que les quilles soient abattues seules ou par plusieurs, elles valent un point. 
Le joueur a droit à 5 essais par manche. Entre ces 5 essais, les quilles tombées ne sont pas relevées. 
Le vainqueur est celui qui, au bout des deux manches prévues par la règle du jeu, a accumulé le plus de points. 